# طائرة منافع

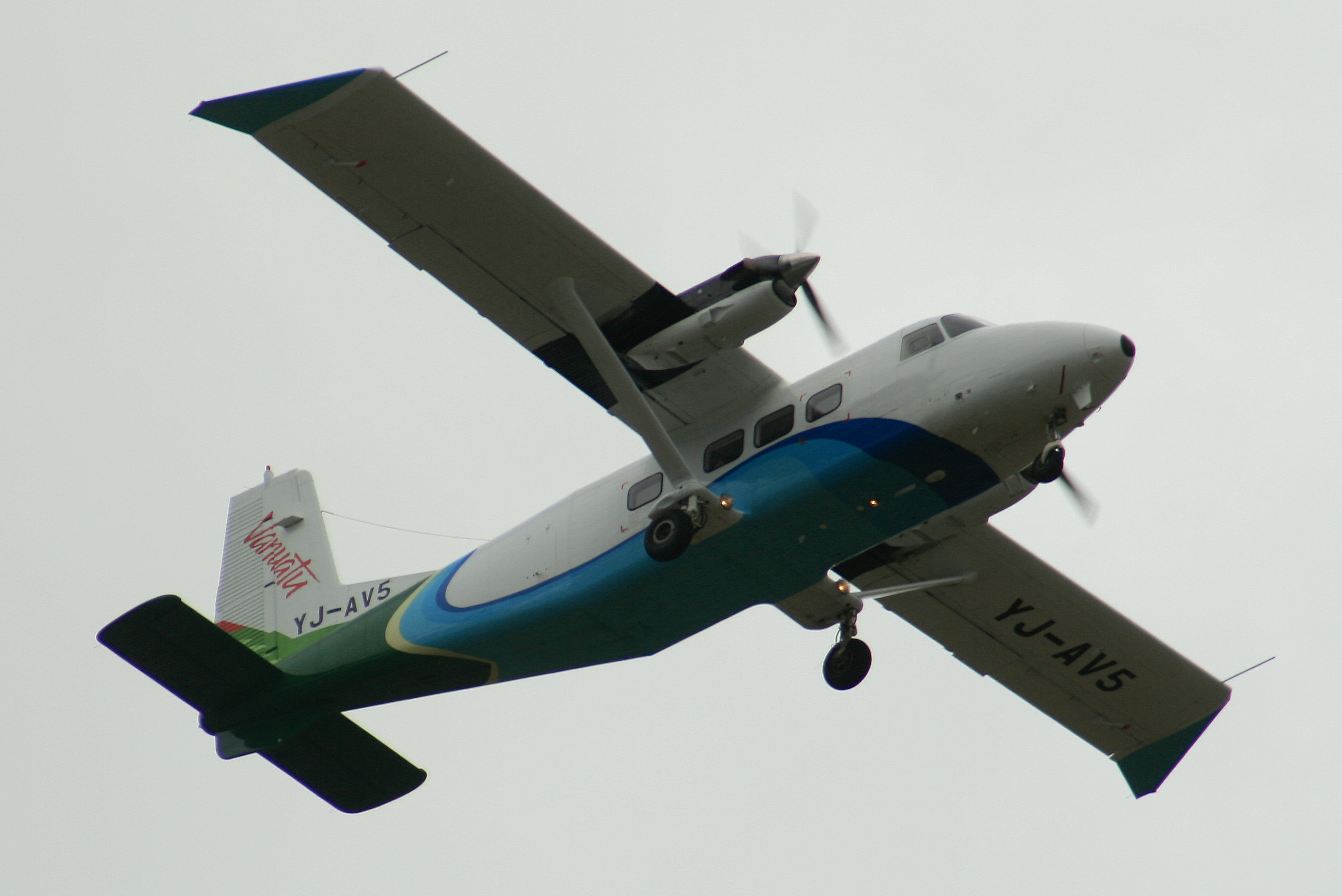

طائرة منافع (بالإنجليزية: Utility aircraft)‏ هي طائرة للأغراض العامة، وتكون عادة طائرة خفيفة أو مروحية. وتستخدم عادة لنقل الأشخاص أو البضائع، وأيضا في بعض الأحيان تقوم بمهام أخرى عندما لا تكون هناك حاجة لاستخدام طائرات متخصصة، أو عندما لاتكون هناك طائرات متوفرة ومتاحة.